# دهستان قائن
دهستان قائن دهستانی در بخش مرکزی شهرستان قائنات استان خراسان جنوبی ایران است.